# Roskilde (gemeente)
Roskilde is een gemeente op het eiland Seeland in Denemarken. De gemeente telt 87.015 inwoners (2017)
Roskilde is per 1 januari 2007 onderdeel van de regio Seeland (Sjælland). De provincie Roskilde waar de stad Roskilde de hoofdstad van was werd toen opgeheven.
Na de herindeling van 2007 werden de gemeentes Gundsø en Ramsø bij Roskilde gevoegd.

## Trivia
Roskilde staat bekend om het Roskilde Festival, een jaarlijks festival dat een verscheidenheid aan muziekstijlen kent.

## Plaatsen in de gemeente
| - Gundsømagle - Ågerup - Store Valby - Veddelev - Svogerslev - Roskilde - Jyllinge | - Herringløse - Gadstrup - Vindinge - Vor Frue - Snoldelev - Viby - Gundsølille |